# علي الدقباسي
علي سالم جعيلان الدقباسي الرشيدي (5 ديسمبر 1965 -)، نائب سابق في مجلس الأمة الكويتي.

## سيرته
حاصل على شهادة الدبلوم في الإدارة، وأنضم في يناير 2010 إلى كتلة العمل الشعبي، وعين أخيرًا رئيسًا للبرلمان العربي بالتزكية خلفًا لليبية هدا بن عامر، قاطع انتخابات مجلس الامة بعد تعديل عدد الاصوات وتقليصها من 4 إلى 1، تضامنًا مع كتلة العمل الشعبي عام 2012، وعاد وترشح في انتخابات مجلس الامة عام 2016 وحصل علي المركز السابع بعدد أصوات 3379، ويعد من مؤسسين حركة حشد «الحركة الشعبية الديمقراطية» عام 2014.

## عضويات
- عضو بلجنة الشكاوي والعرائض.
- عضو في الشعبة البرلمانية بمجلس الأمة.
- ترأس لجنة الشؤون الخارجية.
- ترأس لجنة شؤون المعاقين وذوي الاحتياجات الخاصة.
- ترأس لجنة البيئة البرلمانية
- ترأس عددا من الوفود النيابية
- عمل محررا صحفيا للشؤون البرلمانية في جريدة (الدستور) البرلمانية الصادرة عن الأمانة العامة لمجلس الأمة.
- كان عضوا في أعمال المؤتمر الشعبي خلال فترة الغزو ألعراقي عام 1990
- كاتب صحفي في جريدة الأنباء.
- عضو جمعية الصحفيين الكويتيين.
- عضو اتحاد الصحفيين العرب.
- عضو منظمة الصحافة العالمية.
- عضو اللجنة السياسية في البرلمان العربي.
- سبق له مشاركة في تغطية عدد من المؤتمرات البرلمانية العربية والدولية بصفته الإعلامية.
- ساهم في إعداد برامج اقتصادية ومحلية وبرلمانية لإذاعة وتلفزيون دولة الكويت.
- عمل محررا صحفيا في عدة صحف كويتية قبل العمل في صحيفة الإنباء الكويتية.

## أبرز مواقفه في مجلس الأمة
| الكتل                                                    | مُستقل - قبلي |
| اللجان                                                   | مُستقلون      |
| استجواب الوزيرة هند الصبيح (يناير 2018)                  | مع الاستجواب |
| استجواب الوزير بخيت الرشيدي (2018)                       | ضد الاستجواب |
| استجواب الوزيرة هند الصبيح (مايو 2018)                   | ضد الاستجواب |
| استجواب الوزير خالد الروضان (2019)                       | ضد الاستجواب |
| استجواب الوزير محمد ناصر الجبري (2019)                   | ضد الاستجواب |
| استجواب الوزير نايف الحجرف (2019)                        | ضد الاستجواب |
| استجواب الوزير براك علي الشيتان (2020)                   | ضد الاستجواب |
| استجواب الوزير أنس الصالح (أغسطس 2020)                   | ضد الاستجواب |
| استجواب الوزير سعود هلال الحربي (أغسطس 2020)             | ضد الاستجواب |
| استجواب الوزير سعود هلال الحربي (سبتمبر 2020)            | ضد الاستجواب |
| استجواب الوزير أنس الصالح (سبتمبر 2020)                  | ضد الاستجواب |
| تصويت فتح باب ما يستجد من أعمال (تعديل النظام الانتخابي) | غير موجود    |